# Pitcairnia
Pitcairnia es un género de plantas con flores perteneciente a la familia  Bromeliaceae, subfamilia Pitcairnioideae.  El género  Pitcairnia es el segundo más prolífico de la familia después de Tillandsia. Son muy abundantes en Colombia, Perú y Brasil, pero también se puede encontrar en Cuba y desde el sur de México a Argentina.    Comprende 646 especies descritas y de estas, solo 391 aceptadas.

## Descripción
Son plantas de hábitos terrestres (epilíticas o epífitas), acaulescentes a largamente caulescentes; plantas hermafroditas. Hojas arrosetadas (distribuidas a lo largo del tallo), monomorfas a polimorfas, enteras a serradas, persistentes o caducas. Escapo obvio a reducido o ausente; inflorescencia terminal, simple (compuesta), densamente capitada o en forma de cetro (laxa); corola zigomorfa (regular); ovario ínfero a súpero. Fruto una cápsula; semillas aladas (a veces angostamente así) o bicaudadas.

## Hábitat
Casi todas las especies de  Pitcairnias son terrestres o colonizadora de rocas, prefiriendo áreas sombreadas y húmedas. Sin embargo, hay otras que se encuentran como plantas epifitas en los árboles.

## Taxonomía
El género fue descrito por Charles Louis L'Héritier de Brutelle y publicado en Sertum Anglicum 7. 1788[1789]. La especie tipo es: Pitcairnia bromeliifolia L'Hér. 
Etimología
Pitcairnia: nombre genérico otorgado en honor del Dr. William Pitcairn, físico y jardinero inglés (1711-1791).

## Especies aceptadas
A continuación se brinda un listado de las especies del género Pitcairnia aceptadas hasta octubre de 2013, ordenadas alfabéticamente. Para cada una se indica el nombre binomial seguido del autor, abreviado según las convenciones y usos.
- Lista de especies de Pitcairnia

## Cultivos
- Pitcairnia albiflox X staminea
- Pitcairnia 'Beaujolais'
- Pitcairnia 'Bud Curtis'
- Pitcairnia 'Chiamenez'
- Pitcairnia 'Coral Horizon'
- Pitcairnia 'Flaming Arrow'
- Pitcairnia 'Hartwig'
- Pitcairnia 'Hattie'
- Pitcairnia 'Jim Scrivner'
- Pitcairnia 'Maroni'
- Pitcairnia 'Pinot Noir'
- Pitcairnia 'Stardust'
- Pitcairnia 'Stephen Hoppin'
- Pitcairnia 'Verdia Lowe'